# WWE Rebellion
Rebellion était un pay-per-view de catch organisé par la World Wrestling Entertainment qui était exclusif au Royaume-Uni. En 2002, le PPV était un show exclusif à la division SmackDown. Cet évènement prenait fin quand tous les PPVs exclusifs au Royaume-Uni ont été arrêtés en 2003.

## 1999
Rebellion 1999 s'est déroulé le 2 octobre 1999 au National Indoor Arena de Birmingham, Angleterre.
| #                                                          | Résultats                                                                                    | Stipulations                                           | Commentaires | Durée |
| ---------------------------------------------------------- | -------------------------------------------------------------------------------------------- | ------------------------------------------------------ | --- | ----- |
| Dark match                                                 | Christian bat Crash Holly                                                                    | Match simple                                           | - Christian a effectué le tombé sur Crash. | 04:39 |
| 1                                                          | Jeff Jarrett (c) bat D'Lo Brown                                                              | Match simple pour le WWF Intercontinental Championship | - Jarrett a effectué le tombé sur Brown après l'avoir frappé avec un aspirateur. | 06:00 |
| 2                                                          | The Godfather bat Gangrel                                                                    | Match simple                                           | - Godfather a effectué le tombé sur Gangrel après un Pimp Drop. | 04:04 |
| 3                                                          | Val Venis bat Mark Henry                                                                     | Match simple                                           | - Venis a effectué le tombé sur Henry après un Money Shot. | 03:01 |
| 4                                                          | Ivory (c) bat Luna Vachon, Tori et Jacqueline                                                | Four Corners match pour le WWF Women's Championship    | - Ivory a effectué le tombé sur Jacqueline après l'avoir frappée avec la ceinture. | 03:16 |
| 5                                                          | Chris Jericho bat Road Dogg                                                                  | Match simple                                           | - Jericho a effectué le tombé sur Road Dogg après un coup dans les parties intimes.                                                                                                   | 10:29 |
| 6                                                          | Chyna bat Jeff Jarrett                                                                       | Match simple                                           | - Jarrett était disqualifié quand The British Bulldog intervenait. | 02:22 |
| 7                                                          | Kane bat The Big Show                                                                        | No Disqualification match                              | - Kane a effectué le tombé sur Big Show. | 07:54 |
| 8                                                          | The British Bulldog bat X-Pac                                                                | Match simple                                           | - Bulldog a effectué le tombé sur X-Pac après un Running Powerslam. | 05:10 |
| 9                                                          | Edge et Christian battent The Acolytes (Faarooq et Bradshaw) et Hardcore Holly & Crash Holly | Triple Threat Tag team match                           | - Bradshaw a effectué le tombé sur Crash après une Clothesline From Hell (04:19) - Edge a effectué le tombé sur Bradshaw après avoir contré une Superplex avec un Tornado DDT (08:42) | 09:03 |
| 10                                                         | Triple H (c) bat The Rock                                                                    | Steel cage match pour le WWF Championship              | - Triple H l'emportait en s'échappant de la cage quand Steve Austin intervenait et plaçait un Stunner sur Rock.                                                                       | 22:56 |
| (c) désigne le champion défendant son titre dans le match. |                                                                                              |                                                        | |       |

## 2000
Rebellion 2000 s'est déroulé le 2 décembre 2000 au Sheffield Arena de Sheffield, Angleterre.
| #                                                          | Résultats | Stipulations                                     | Commentaires | Durée |
| ---------------------------------------------------------- | --- | ------------------------------------------------ | --- | ----- |
| 1                                                          | The Dudley Boyz (Bubba Ray et D-Von) battent Edge et Christian et T & A (Test et Albert) (avec Trish Stratus) | Elimination Tables match                         | - Edge & Christian éliminaient Albert après l'avoir fait tomber du haut de la troisième corde (4:00) - les Dudleyz éliminaient Christian après un 3D (9:55)              | 09:55 |
| 2                                                          | Ivory (c) (avec Steven Richards) bat Lita                                                                     | Match simple pour le WWF Women's Championship    | - Ivory a effetcué le tombé sur Lita après avoir contré sa tentative de Sunset Flip. Elle utilisait les cordes et Steven Richards pour le compte.                        | 02:55 |
| 3                                                          | Steve Blackman (c) bat Perry Saturn (avec Terri Runnels)                                                      | Match simple pour le WWF Hardcore Championship   | - Blackman a effectué le tombé sur Saturn après un Martial Arts Kick. | 06:03 |
| 4                                                          | Crash Holly bat William Regal (c)                                                                             | Match simple pour le WWF European Championship   | - Holly a effectué le tombé sur Regal après que Molly Holly lui a porté un Missile Dropkick. Après le match, Regal attaquait les Holly et volait la ceinture Européenne. | 05:10 |
| 5                                                          | Chyna et Billy Gunn battent Dean Malenko et Eddie Guerrero                                                    | Tag team match                                   | - Gunn a effectué le tombé sur Malenko après un One and Only. | 12:15 |
| 6                                                          | Kane bat Chris Jericho                                                                                        | Match simple                                     | - Kane a effectué le tombé sur Jericho après un Chokeslam. | 08:04 |
| 7                                                          | Bull Buchanan et The Goodfather (c) battent The Hardy Boyz (Matt et Jeff)                                     | Tag team match pour le WWF Tag Team Championship | - Buchanan a effectué le tombé sur Jeff après que Val Venis lui a porté le Money Shot.                                                                                   | 08:05 |
| 8                                                          | The Undertaker bat Chris Benoit                                                                               | Match simple                                     | - Undertaker a effectué le tombé sur Benoit avec un roll-up. | 12:15 |
| 9                                                          | Kurt Angle(c) bat Rikishi, Steve Austin et The Rock                                                           | Fatal Four Way match pour le WWF Championship    | - Angle a effectué le tombé sur Rikishi après un Angle Slam. Edge, Christian et les Radicalz sont intervenus en faveur d'Angle.                                          | 08:50 |
| (c) désigne le champion défendant son titre dans le match. | |                                                  | |       |

## 2001
Rebellion 2001 s'est déroulé le 3 novembre 2001 au M.E.N. Arena de Manchester, Angleterre. 
- Dark match: Billy and Chuck (Billy Gunn et Chuck Palumbo) def. Lance Storm et Justin Credible (5:00)
- Edge (c) def. Christian pour conserver le WWF Intercontinental Championship dans un Steel Cage Match (20:49)
  - Edge arrivera à s'échapper de la cage pour conserver son titre.
- Scotty 2 Hotty def. The Hurricane (8:55)
  - Scotty a effectué le tombé sur l'Hurricane après le Worm.
- The Big Show def. Diamond Dallas Page (3:15)
  - Big Show a effectué le tombé sur DDP après un Chokeslam.
- The Dudley Boyz (Bubba Ray et D-Von) def. The APA (Faarooq et Bradshaw) et The Hardy Boyz (Matt et Jeff) dans un Triple Threat Match pour conserver le WCW World Tag Team Championship (12:01)
  - D-Von a effectué le tombé sur Matt après un 3-D (12:01)
- William Regal def. Tajiri (5:55)
  - Regal a fait abandonner Tajiri sur le Regal Stretch après que Tajiri a raté un Moonsault.
- Chris Jericho def. Kurt Angle pour conserver le WCW Championship (14:55)
  - Jericho a effectué le tombé sur Angle après avoir renversé l'Angle Slam en un roll-up.
- Torrie Wilson et Lita def. Stacy Keibler et Mighty Molly (avec Trish Stratus en tant qu'arbitre spéciale) (4:16)
  - Lita a effectué le tombé sur Molly après un Twist of Fate.
- Steve Austin def. The Rock pour conserver le WWF Championship (22:09)
  - Austin a effectué le tombé sur The Rock après que Kurt Angle l'a frappé avec le titre de la WWF à la suite d'un Stone Cold Stunner.

## 2002
Rebellion 2002 s'est déroulé le 26 octobre 2002 au M.E.N. Arena de Manchester, Angleterre. 
| #                                       | Match                                                                          | Stipulation                                                  | Durée |
| --------------------------------------- | ------------------------------------------------------------------------------ | ------------------------------------------------------------ | ----- |
| Dark                                    | Bill DeMott bat Shannon Moore                                                  | Match simple.                                                | 8:26  |
| 1                                       | Booker T bat Matt Hardy                                                        | Match simple.                                                | 12:01 |
| 2                                       | Billy Kidman et Torrie Wilson battent Dawn Marie et John Cena                  | Match par équipes mixtes.                                    | 5:24  |
| 3                                       | Funaki bat Crash                                                               | Match simple.                                                | 5:37  |
| 4                                       | Jamie Noble (c) (avec Nidia) bat Rey Mysterio et Tajiri                        | Triple Threat match pour le championnat des poids-moyens.    | 12:47 |
| 5                                       | Reverend D-Von et Ron Simmons battent Chuck Palumbo et The Big Valbowski       | Match par équipes.                                           | 4:09  |
| 6                                       | Rikishi bat Albert                                                             | Kiss My Ass match.                                           | 7:17  |
| 7                                       | Chris Benoit et Kurt Angle (c) battent Los Guerreros (Chavo et Eddie Guerrero) | Match par équipes pour le championnat par équipes de la WWE. | 16:36 |
| 8                                       | Brock Lesnar (c) et Paul Heyman battent Edge                                   | match Handicap 2-vs-1 pour le championnat de la WWE.         | 18:50 |
| (c) désigne le(s) champion(s) en titre. |                                                                                |                                                              |       |

## Autres
- Kane est invaincu dans ce PPV (2-0)
- Chyna est invaincu dans ce PPV (2-0)
- Triple H est invaincu dans ce PPV (1-0)
- Brock Lesnar est invaincu dans ce PPV (1-0)
- The Goodfather est invaincu dans ce PPV (2-0)
- Ivory est invaincu dans ce PPV(2-0)